# Свистунов, Виктор Викторович
Ви́ктор Ви́кторович Свистуно́в (2 сентября 1983, Тамбов) — российский футболист, нападающий.

## Карьера
Воспитанник СДЮСШОР № 4 ФСОП «Россия» г. Тамбов. Первый тренер — Шарапов Валерий Васильевич. Профессиональную карьеру начал в подмосковной команде «Титан», затем уехал в Латвию. Там провел 4 игры в Высшей лиге за «Динабург». Вернувшись в Россию, выступал в командах второго дивизиона.

## Достижения

### Командные
- Победитель зоны «Юг» Второго дивизиона: 2006
- Победитель зоны «Запад» Второго дивизиона: 2011/12
- Серебряный призёр зоны «Центр» Второго дивизиона: 2012/13
- Бронзовый призёр зоны «Центр» Второго дивизиона: 2009

### Личные
- Лучший бомбардир зоны «Запад» Второго дивизиона: 2011/12
- Лучший нападающий зоны «Запад» Второго дивизиона: 2011/12
- Лучший игрок зоны «Запад» Второго дивизиона: 2011/12